# Campionato sloveno di football americano
Il campionato sloveno di football americano è una competizione che riunisce l'élite dei club sloveni di football americano dal 2009.
Questa competizione si disputa con una stagione regolare con gironi all'italiana, seguita dai play-off e dalla finale, denominata SloBowl.

## Formato
Il campionato attuale è disputato in singola categoria.
Il gioco  si basa sul regolamento della NCAA.

## Stagione 2018
| - Alp Devils - Domžale Tigers - Maribor Generals - Murska Sobota Storks |

## Finali

### SloBowl
| Data               | Finale        | Vincitore             | Punteggio | Finalista        |
| ------------------ | ------------- | --------------------- | --------- | ---------------- |
| 2009-10            | SloBowl I     | Ljubljana Silverhawks | 41-0      | Alp Devils       |
| 2011               | SloBowl II    | Ljubljana Silverhawks | 29-19     | Zagreb Thunder   |
| 2012 (2 dicembre)  | SloBowl III   | Ljubljana Silverhawks | 23-10     | Maribor Generals |
| 2013 (23 giugno)   | SloBowl IV    | Ljubljana Silverhawks | 45-0      | Maribor Generals |
| 2014               | Non disputato |                       |           |                  |
| 2015               | Non disputato |                       |           |                  |
| 2016 (2 dicembre)  | SloBowl V     | Ljubljana Silverhawks | 55-6      | Alp Devils       |
| 2017 (23 giugno)   | SloBowl VI    | Ljubljana Silverhawks | 47-0      | Alp Devils       |
| 2018               | Non disputato |                       |           |                  |
| 2019 (23 novembre) | SloBowl VII   | Domžale Tigers        | 30-7      | Maribor Generals |

### 2. Slovenska liga ameriškega nogometa
| Data                | Finale        | Vincitore               | Punteggio            | Finalista               |
| ------------------- | ------------- | ----------------------- | -------------------- | ----------------------- |
| 2013                |               | ?                       | ?-?                  | ?                       |
| 2015                |               | ?                       | ?-?                  | ?                       |
| 2016                |               | Ljubljana Silverhawks 2 | Vincitori del girone |                         |
| 2017 (14 ottobre)   |               | Žalec Gold Diggers      | 15-14                | Ljubljana Silverhawks 2 |
| 2018 (30 settembre) |               | Alp Devils              | 20-3                 | Celje Gold Diggers      |
| 2019                | Non disputato |                         |                      |                         |

## Squadre per numero di campionati vinti
Le tabelle seguenti mostrano le squadre ordinate per numero di campionati vinti.

### SloBowl
|   | Squadra               | Anni                                  |
| - | --------------------- | ------------------------------------- |
| 6 | Ljubljana Silverhawks | 2009-10, 2011, 2012, 2013, 2016, 2017 |
| 1 | Domžale Tigers        | 2019                                  |

### 2. Slovenska liga ameriškega nogometa
|   | Squadra                 | Anni |
| - | ----------------------- | ---- |
| 1 | Alp Devils              | 2018 |
| 1 | Žalec Gold Diggers      | 2017 |
| 1 | Ljubljana Silverhawks 2 | 2016 |